# منطقه آتاکاما
منطقه آتاکاما (به اسپانیایی: Atacama Region) یک سکونتگاه مسکونی است که در شیلی قرار دارد. 

## خصوصیات
منطقه آتاکاما ۲۸۴٬۹۹۲ نفر جمعیت دارد.

## نگارخانه

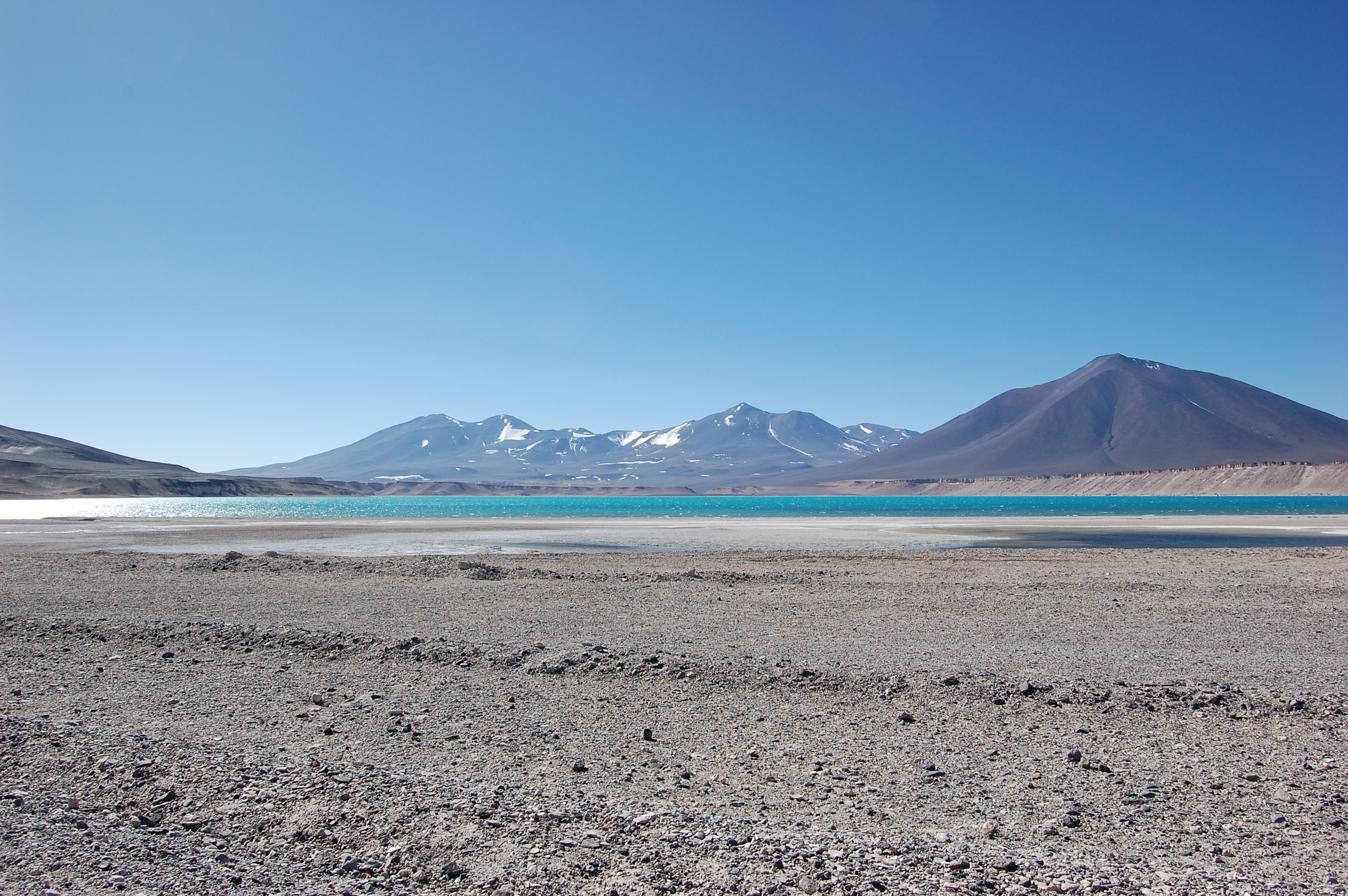
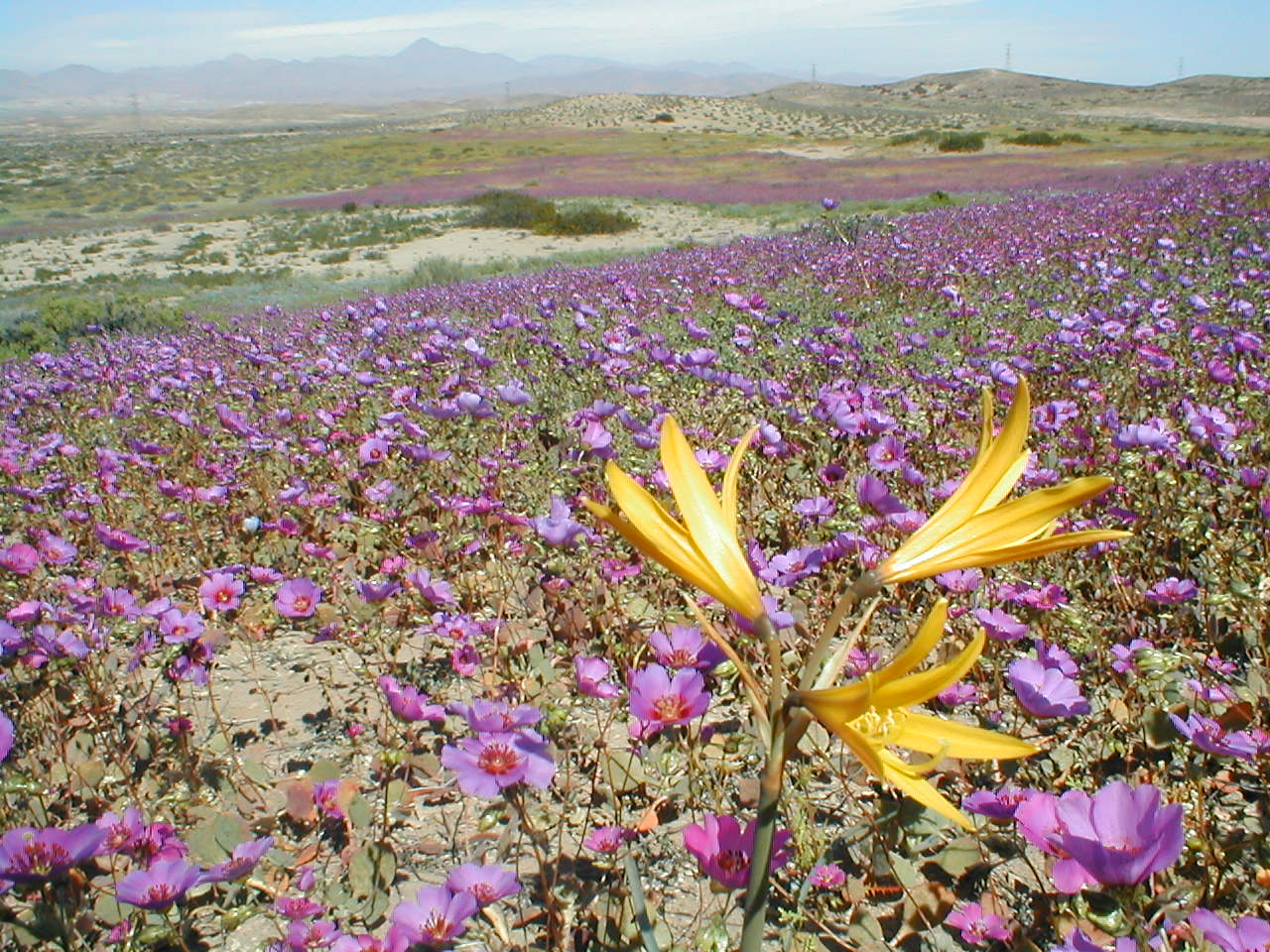
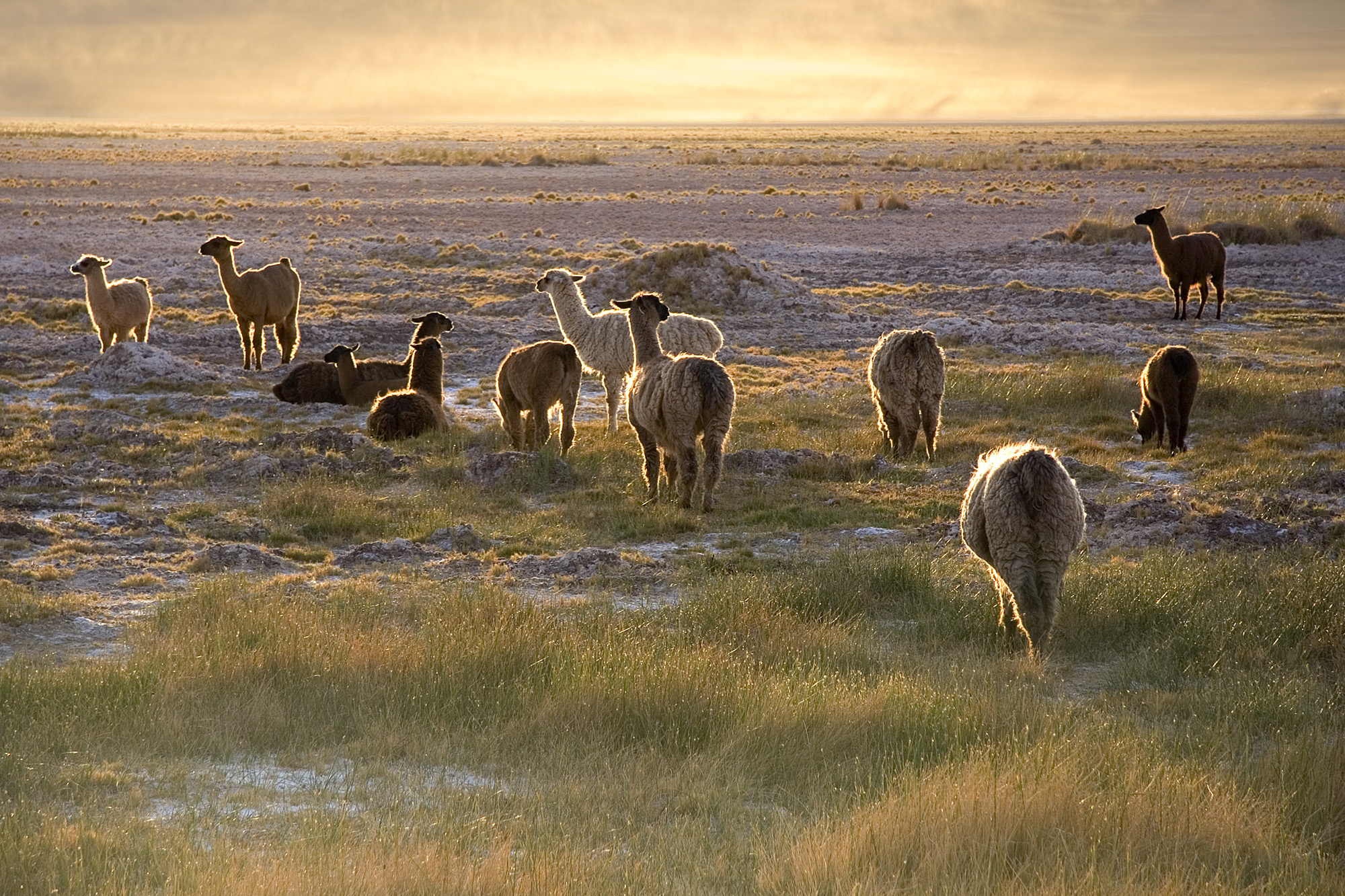